# چووخه
چووخه (به لهستانی:  Człuchy) یک روستا در لهستان است که در گمینا سمووجنو واقع شده‌است.